# Landgangen i Kips Bay
Landgangen i Kips Bay var en britisk manøvre under felttoget i New York i den amerikanske uafhængighedskrig. 15. september 1776 gik William Howe i land med omkring 4000 mænd på nedre Manhattan i det, som i dag er den nedre ende af 34th Street. De mødte modstand fra 900 amerikanske militsmænd ledet af oberst William Douglas. Der var nogle kampe, men træfningen var præget af panisk, amerikansk tilbagetrækning. Amerikanerne opgav deres kanoner, krudt og vigtige forsyninger. 
Mod slutningen af dagen tog Howe kontrol over New York City og rykkede tværs over øen. Howe rapporterede kun 12 døde blandt sine mænd, mens han hævdede at have forårsaget omkring 60 døde og sårede på amerikansk side og at have taget omkring 320 fanger.
De amerikanske styrker trak sig tilbage til Harlem Heights, hvor der dagen efter stod et større slag.